# Leichtathletik-Weltmeisterschaften 2017/Teilnehmer (Neuseeland)
| Gelbes Symbol für Goldmedaillen mit stilisierten Olympischen Ringen | Graues Symbol für Silbermedaillen mit stilisierten Olympischen Ringen | Braundes Symbol für Bronzemedaillen mit stilisierten Olympischen Ringen |
| ------------------------------------------------------------------- | --------------------------------------------------------------------- | ----------------------------------------------------------------------- |
| 1                                                                   | —                                                                     | —                                                                       |

Der neuseeländische Leichtathletikverband nominierte zwölf Athletinnen und Athleten für die Leichtathletik-Weltmeisterschaften 2017 in London.

## Ergebnisse

### Männer

#### Laufdisziplinen
| Athlet         | Disziplin   | Qualifikation | Qualifikation | Vorlauf     | Vorlauf | Halbfinale         | Halbfinale         | Finale             | Finale             |
| Athlet         | Disziplin   | Zeit          | Platz         | Zeit        | Platz   | Zeit               | Platz              | Zeit               | Platz              |
| -------------- | ----------- | ------------- | ------------- | ----------- | ------- | ------------------ | ------------------ | ------------------ | ------------------ |
| Joseph Millar  | 100 m       | 10,29 s       | 7             | 10,31 s     | 33      | nicht qualifiziert | nicht qualifiziert | nicht qualifiziert | nicht qualifiziert |
| Joseph Millar  | 200 m       |               |               | 20,97 s     | 39      | nicht qualifiziert | nicht qualifiziert | nicht qualifiziert | nicht qualifiziert |
| Nick Willis    | 1500 m      |               |               | 3:42,75 min | 16      | 3:42,75 min        | 6                  | 3:36,82 min        | 8                  |
| Zane Robertson | 10.000 m    |               |               |             |         |                    |                    | 27:48,59 min SB    | 16                 |
| Quentin Rew    | 50 km Gehen |               |               |             |         |                    |                    | 3:46:29 h NR       | 12                 |

#### Sprung/Wurf
| Athlet              | Disziplin   | Qualifikation | Qualifikation | Finale             | Finale             |
| Athlet              | Disziplin   | Weite/Höhe    | Platz         | Weite/Höhe         | Platz              |
| ------------------- | ----------- | ------------- | ------------- | ------------------ | ------------------ |
| Jacko Gill          | Kugelstoßen | 20,96 m       | 5             | 20,82 m            | 9                  |
| Tomas Walsh         | Kugelstoßen | 22,14 m SB    | 1             | 22,03 m            | Gold               |
| Marshall Hall       | Diskuswurf  | 56,64 m       | 30            | nicht qualifiziert | nicht qualifiziert |
| Ben Langton-Burnell | Speerwurf   | 76,46 m       | 24            | nicht qualifiziert | nicht qualifiziert |

### Frauen

#### Laufdisziplinen
| Athletin        | Disziplin | Vorlauf      | Vorlauf | Halbfinale         | Halbfinale         | Finale             | Finale             |
| Athletin        | Disziplin | Zeit         | Platz   | Zeit               | Platz              | Zeit               | Platz              |
| --------------- | --------- | ------------ | ------- | ------------------ | ------------------ | ------------------ | ------------------ |
| Angie Petty     | 800 m     | 2:01,76 min  | 21      | nicht qualifiziert | nicht qualifiziert | nicht qualifiziert | nicht qualifiziert |
| Camille Buscomb | 5000 m    | 15:40,41 min | 30      |                    |                    | nicht qualifiziert | nicht qualifiziert |
| Camille Buscomb | 10.000 m  |              |         |                    |                    | 33:07,53 min       | 30                 |

#### Sprung/Wurf
| Athletin        | Disziplin      | Qualifikation | Qualifikation | Finale             | Finale             |
| Athletin        | Disziplin      | Weite/Höhe    | Platz         | Weite/Höhe         | Platz              |
| --------------- | -------------- | ------------- | ------------- | ------------------ | ------------------ |
| Eliza McCartney | Stabhochsprung | 4,50 m        | 12            | 4,55 m             | 9                  |
| Julia Ratcliffe | Hammerwurf     | 64,72 m       | 26            | nicht qualifiziert | nicht qualifiziert |